# Malpàs
|  | Aquest article és sobre el poble d'aquest nom. Per a l'antic municipi, vegeu Malpàs (antic municipi). |

Malpàs és un poble del terme municipal del Pont de Suert, a l'Alta Ribagorça. Tingué ajuntament independent des de la promulgació de la Constitució de Cadis, el 1812, fins a la seva incorporació al Pont de Suert el 1968.
El poble és a 1.090 m d'altura, a dalt d'un turó a la dreta del barranc de Malpàs i a l'esquerra del de la Torxida. S'hi accedeix en 3,5 quilòmetres per la carretera LV-5212, que arrenca del quilòmetre de l'N-260, a 6 quilòmetres al sud-est del Pont de Suert.
La seva església parroquial és dedicada a Sant Pere. Havia estat una església romànica, però del temple primitiu no en queda res. A més de la parroquial, a Malpàs hi ha una capella dedicada també a sant Pere a la Casa Espot, la capella de Santa Bàrbara a les antigues mines i l'ermita de Sant Serni, al nord-oest de la població. La parròquia de Sant Pere de Malpàs pertany al bisbat de Lleida, pel fet d'haver pertangut, a l'edat mitjana, al bisbat de Roda de Ribagorça. Format part de la unitat pastoral 24 de l'arxiprestat de la Ribagorça, i és regida pel rector del Pont de Suert.
Al nord-oest del poble, a més, hi ha el petit santuari de Sant Sadurní de Malpàs.

## Història
En el cens del 1381 consten a Malpàs 6 focs (una trentena de persones), en el Fogatge del 1553 hi consten 14 focs (unes 70 persones), i el 1787 hi apareixen 71 habitants.
El castell de la població és esmentat el 1773; formà part del domini dels barons, i després comtes, d'Erill, i el monestir de Lavaix hi tenia propietats. Actualment no en queda cap rastre.
Pascual Madoz inclou Malpas en el seu Diccionario geográfico... del 1845. Segons aquest diccionari, Malpàs està situat en part en un coster i en part en pla, ventilat de tots els vents, amb clima propens a les pulmonies, produïdes pels aires freds i humits. Tenia 12 cases, una escola de primeres lletres concorreguda per 20 o 25 nens, i església parroquial. El cementiri era fora del poble, i a 8 minuts de les cases hi havia una font abundant per a consum dels habitants de Malpàs. A 8 minuts del poble hi havia l'Hostalet de Pedro.
El terreny és muntanyós, aspre, trencat i de mala qualitat, llevat dels camps a les fondalades, on la qualitat és mitjana. Les aigües del barranc d'Erillcastell es recollien en séquies, amb què regaven 5 jornals de prats. S'hi produïa blat, sègol, patates, alguns llegums i pastures, i s'hi criaven ovelles, cabres i vaques. S'hi caçaven llops. Tenia, de població, 9 veïns (caps de família) i 53 ànimes (habitants).
El 1970 tenia 116 habitants, que quedaven reduïts a 55 el 1981. El 2006 mantenia pràcticament els mateixos: 56. El 2019 havia baixat a 38.

### Llocs d'interès

#### Històric
- Església de Sant Pere de Malpàs
- Mines de Malpàs.

#### Paisatgístic
- Paisatge des de Malpàs sobre la Faiada de Malpàs i Montiberri.

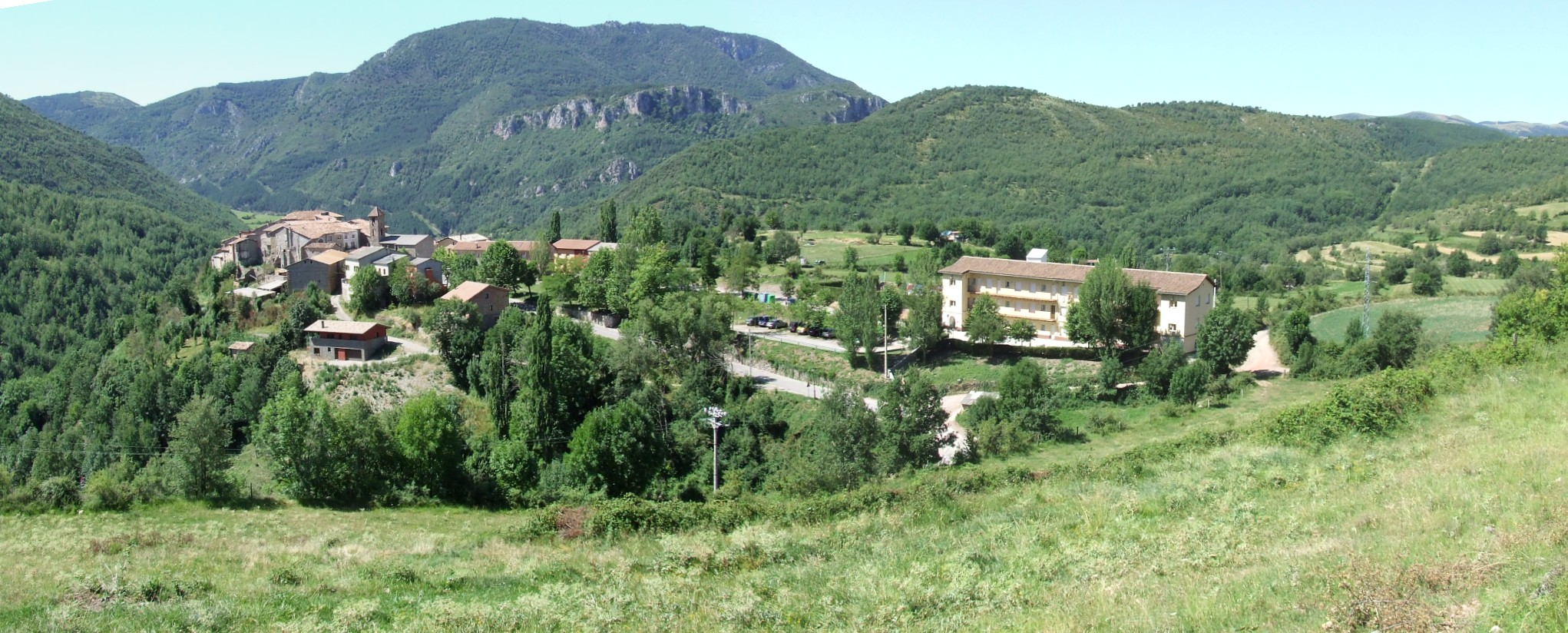
Malpàs en el seu entorn

- Paisatge des de Malpàs sobre la vall del barranc de Viu.

## Activitat econòmica
L'economia actual és ramadera, però a mitjans del segle xx, Malpàs era famosa per les seves mines, situades no gaire lluny, al nord-est del poble.

## Festes i tradicions
Malpàs és l'única població ribagorçana que conserva el Ball de bastons, que tradicionalment es feia el dia sant Pere.